# Pidgin (taal)
Een pidgintaal is een doorgaans vereenvoudigde taal  die ontstaat wanneer mensen met verschillende moedertalen, die elkaars taal niet kennen, elkaar toch proberen te begrijpen. Dit laatste doen ze bijvoorbeeld door een paar basale woorden uit te wisselen en er gebaren bij maken om hun bedoeling te verduidelijken. Wanneer het contact lang genoeg duurt, kan zich op deze manier tussen hen een nieuw taalsysteem vormen dat zich vervolgens verder ontwikkelt, waardoor er feitelijk een nieuwe taal ontstaat. Een dergelijke pidgintaal zal elementen bevatten van alle talen die de individuele sprekers zelf als moedertaal hebben (meestal gaat het om slechts twee verschillende talen). 
In veel gevallen gaat het hier om voormalige koloniën, waar de taal van de koloniserende macht (Engels, Frans, Nederlands, Spaans, Portugees...) zich vermengde met de oorspronkelijke taal van het gebied. De meeste pidgins zijn zodoende ontstaan na 1500, toen de Europese kolonisatie zich verspreidde. Plekken waar zodoende veel pidgins zijn ontstaan zijn de West-Afrikaanse kust en een aantal eilanden in de Indische en Stille Oceaan.  Maar ook bij contact tussen handelaars uit verschillende delen van de wereld konden zich pidgins vormen.

## Kenmerken
Pidgins worden gekenmerkt door een gereduceerde woordenschat en relatief weinig syntactische regels. Om zinnen te maken zet men de inhoudswoorden achter elkaar. De volgorde van de woorden wordt meer bepaald door pragmatische, contextuele factoren dan door grammaticale regels.
Een pidgintaal is altijd een tweede taal. De sprekers hebben dus altijd hun moedertaal ernaast. Als de volgende generaties in een meertalig gebied echter opgevoed worden in deze pidgintaal, ontwikkelt de pidgintaal zich tot een creoolse taal. 
Een pidgintaal is, nadat deze zich eenmaal heeft gevormd, tevens een lingua franca. Een lingua franca hoeft echter geen pidgintaal te zijn, en is dit in de meeste gevallen dan ook niet; de meeste linguae francae zijn wereldtalen.

## Etymologie
Het woord pidgin is ontleend aan het Engelse pidgin, en is vermoedelijk een Chinese verbastering van business.

## Ontstaan
Vaak ontstaat een pidgin niet doordat een spreker de taal van de ander slecht kent, maar doordat een spreker zijn eigen taal “vereenvoudigd” uitspreekt, in de hoop dat de ander dat beter zal verstaan. Dit kan bijvoorbeeld door de grammaticale regels van de ene taal toe te passen op de andere taal. Zo ontstaan bijvoorbeeld zinnen of zinsdelen met uitsluitend infinitieven en een afwijkende woordvolgorde (zoals de bekend geworden Engelse zin Long time no see, die echter onderdeel is geworden van het gewone Engelse idioom).

## Voorbeelden
Twee bekende historische pidgintalen – die inmiddels weer zijn verdwenen – zijn het Russenorsk en Sabir. Tok Pisin en Papiaments zijn voorbeelden van als pidgin begonnen talen die moedertaalsprekers hebben gekregen en zich daarmee tot creoolse talen hebben ontwikkeld.